# Ян, Томас
То́мас Ян (нем. Thomas Jahn; р. 9 июля 1965, Хюккельхофен, Хайнсберг, Кёльн, Северный Рейн-Вестфалия, ФРГ) — немецкий актёр, кинорежиссёр, сценарист, продюсер, оператор, монтажёр и композитор. Наиболее известен своей работой над фильмом «Достучаться до небес».

## Биография и карьера
Режиссёрская карьера Яна началась со встречи с Тилем Швайгером в книжном магазине Кёльна. У них состоялся разговор по доработке сценария для фильма «Достучаться до небес». Рекламу фильма голливудский режиссёр Квентин Тарантино предложил сделать панданом. Однако успех этого фильма Ян не смог повторить, и его следующая кинолента, «Kai Rabe gegen die Vatikankiller», практически провалилась.
С тех пор Ян занимался в основном постановкой рекламных роликов.

## Достижения и награды
- 1997: премия культурной организации Гран Ангулар за лучший фильм — в Сиджесе на Каталонском международном кинофестивале
- 1998: Премия Audience Award и гран-при Валансьенского международного фестиваля фильмов-боевиков и приключенческих фильмов за съёмки «Tatort», «Der Dicke», «Balko» и «Sperling».

## Фильмография

### Режиссёр
- 2009 — Боксёр / The Boxer
- 2008 — 80 минут / 80 Minutes
- 2008 — Случайный свидетель / The Lost Samaritan
- 2007 — Экстренный вызов: Окраина порта / Notruf Hafenkante
- 2006 — Криминалист / Der Kriminalist
- 2006—2007 — Специалисты: Уголовная полиция Майн Рейна / Die Spezialisten: Kripo Rhein-Main
- 2001 — На сердце и почки / Auf Herz und Nieren
- 1997 — Достучаться до небес / Knockin' On Heaven’s Door
- 1996—2007 — Сперлинг / Sperling
- 1995—2006 — Балько / Balko
- 1970 — Место преступления / Tatort

### Сценарист
- 2009 — Боксёр / The Boxer
- 2009 — Небесные врата / Heaven’s Door
- 2008 — 80 минут / 80 Minutes
- 2008 — Случайный свидетель / The Lost Samaritan
- 2006 — Криминалист / Der Kriminalist
- 1997 — Достучаться до небес / Knockin' On Heaven’s Door (и сюжет)
- 1996—2007 — Сперлинг / Sperling

### Оператор
- 1970 — Место преступления / Tatort

### Монтажёр
- 2009 — Боксёр / The Boxer
- 2008 — 80 минут / 80 Minutes
- 2008 — Случайный свидетель / The Lost Samaritan
- 2006—2007 — Специалисты: Уголовная полиция Майн Рейна / Die Spezialisten: Kripo Rhein-Main
- 2001 — На сердце и почки / Auf Herz und Nieren
- 1996—2007 — Сперлинг / Sperling
- 1995—2006 — Балько / Balko

### Композитор
- 1996—2007 — Сперлинг / Sperling